# Pełnomocnik Rządu do Spraw Rodziny i Kobiet
Pełnomocnik Rządu do Spraw Rodziny i Kobiet – jednostka organizacyjna Rządu istniejąca w latach 1995–1997, powołana z zadaniem inicjowania i koordynowania działań na rzecz kształtowania i realizacji polityki państwa wobec rodziny i dzieci oraz równouprawnienia kobiet we wszystkich dziedzinach życia.

## Powołanie Pełnomocnika
Na podstawie rozporządzenia Rady Ministrów z 1995 r. w sprawie ustanowienia Pełnomocnika Rządu do Spraw Rodziny i Kobiet ustanowiono Pełnomocnika. Powołanie pełnomocnika pozostawało w związku z ustawą z 1985 r. o zmianach w organizacji oraz w zakresie działania niektórych naczelnych i centralnych organów administracji państwowej. 
Pełnomocnikiem Rządu był Podsekretarz Stanu w Urzędzie Rady Ministrów.

## Zadania Pełnomocnika
Do zadań Pełnomocnika należało inicjowanie i koordynowanie działań na rzecz rodziny i kobiet, w tym:
- dokonywanie analiz i ocen sytuacji społecznej i bytowej rodzin, kobiet i dzieci, w tym rodzin niepełnych, wielodzietnych lub zagrożonych patologią społeczną bądź w inny sposób upośledzonych,
- inicjowanie i koordynowanie działań w zakresie kształtowania właściwych warunków życia rodzin, kobiet i dzieci oraz na rzecz ochrony ich praw i interesów,
- opiniowanie, udział w opracowywaniu, a w miarę potrzeby przygotowywanie projektów programów działań służących poprawie materialnych, społecznych i kulturowych warunków życia rodzin, kobiet i dzieci, a także współpraca w opracowywaniu lub opracowywanie projektów regulacji prawnych w tym zakresie,
- propagowanie humanistycznych wartości dotyczących rodziny, wychowania młodego pokolenia oraz stosunku do osób starszych i niepełnosprawnych,
- inspirowanie i wspieranie działalności samopomocowej grup, organizacji i środowisk, działających na rzecz rodzin, kobiet i dzieci.

## Szczególne działania Pełnomocnika
- współpraca z międzynarodowym i organizacjami oraz instytucjami, a także międzyrządowa współpraca dwustronna w sprawach rodziny, kobiet i dzieci,
- czuwanie nad stosowaniem obowiązujących Polskę konwencji i umów międzynarodowych, przygotowywanie sprawozdań i raportów z ich realizacji, a także badanie możliwości oraz przedstawianie wniosków w sprawie przystępowania do kolejnych umów i konwencji,
- koordynowanie działań w zakresie realizacji zasad zawartych w przyjętej przez Zgromadzenie Ogólne Narodów Zjednoczonych Konwencji o prawach dziecka z 1989 r.  przy zachowaniu kompetencji Ministra Spraw Zagranicznych[3].

## Współdziałanie Pełnomocnika
Pełnomocnik wykonywał swoje zadania we współdziałaniu z właściwymi organami, stowarzyszeniami oraz instytucjami, do których mógł zwracać się o udzielanie pomocy, a także podejmować współpracę z organami samorządu terytorialnego.
Pełnomocnik mógł występować do właściwych organów, stowarzyszeń albo instytucji z wnioskami lub sygnalizować dostrzeżone w ich działalności problemy dotyczące spraw należących do zakresu jego działania oraz żądać zajęcia stanowiska.
Pełnomocnik wykonywał swoje zadania przy pomocy Biura Pełnomocnika, stanowiącego komórkę organizacyjną Urzędu Rady Ministrów.

## Zniesienie urzędu Pełnomocnika
Na podstawie rozporządzenia Rady Ministrów z 1997 r. w sprawie zniesienia urzędu Pełnomocnika Rządu do Spraw Rodziny i Kobiet zlikwidowano urząd Pełnomocnika.